# Rapey
Rapey é uma comuna francesa na região administrativa do Grande Leste, no departamento de Vosges. Estende-se por uma área de 3.03 km². Em 2010 a comuna tinha 23 habitantes (densidade: 7,6 hab./km²).